# Schlosspark (Dirmstein)
Der Schlosspark in der rheinland-pfälzischen Ortsgemeinde Dirmstein ist ein restaurierter Englischer Landschaftsgarten aus der ersten Hälfte des 19. Jahrhunderts. Er ist mit der Listennummer ND-7332-516 als flächenhaftes Naturdenkmal eingestuft. Zusammen mit dem Koeth-Wanscheidschen Schloss, zu dem er gehört, steht er auch unter Denkmalschutz.

## Geographische Lage
Der Schlosspark liegt auf einer mittleren Höhe von 107 m ü. NHN (105 bis 110 m) nordwestlich des Oberdorfs, des historischen Ortskerns von Dirmstein. Im Norden bzw. Osten umschließen den Park die Straßen Am Zollhaus und Obertor, südöstlich erstreckt sich das Koeth-Wanscheidsche Schloss, während südwestlich und westlich zu Wohnzwecken oder gewerblich bzw. landwirtschaftlich genutzte Flächen angrenzen.

## Baugeschichte
Der Schlosspark gehörte von seiner Schöpfung an zum Koeth-Wanscheidschen Schloss. Dessen Eigentümer Gideon von Camuzi erweiterte das Schlossareal nach Norden über die vorherige Ortsgrenze hinaus, indem er ab 1824 Ländereien jenseits des alten Dorfgrabens hinzukaufte. Dort befand sich, gut ein halbes Jahrhundert zuvor vermutlich durch Überbauung eines alten Bachlaufs entstanden, auch ein Brennofen der nahen Ziegelhütte. Nach den im Urkataster erfassten Daten muss anschließend, wohl gegen 1830 und auf jeden Fall vor 1841, der Schlosspark in seiner heutigen Form angelegt worden sein.
Der Entwurf stammte von dem Heidelberger Gartenarchitekten Johann Christian Metzger, der ab etwa 1820 bis zu seinem Tod 1852 zu den bedeutendsten Parkgestaltern der Kurpfalz und Badens zählte. Mit seiner Gabe, kleine Flächen zu abwechslungsreichen Gartenlandschaften umformen zu können, gewann er seine Auftraggeber im Bürgertum, das nach der Französischen Revolution zu Wohlstand gekommenen war.
Bereits vor 1900 setzte eine Phase der Verwilderung des Parks ein, die gut hundert Jahre anhielt. Ab Ende der 1990er Jahre wurde der Schlosspark im Rahmen eines von der öffentlichen Hand getragenen Parkpflegewerks möglichst originalgetreu restauriert. Federführend war hierbei der Aschaffenburger Gartenarchitekt Peter Jordan. Mit dessen Festrede am 11. Mai 2012 bei der feierlichen Freigabe der sanierten Grotte, die den früheren Brennofen schon im 19. Jahrhundert ersetzt hatte, wurde das Parkpflegewerk offiziell abgeschlossen.

## Anlage
Die ursprüngliche Anlage war etwa eineinhalb Hektar groß, im Lauf der Zeit allerdings hat sie im westlichen und südwestlichen Randbereich etwa ein Drittel ihrer Fläche verloren. Der ehemalige Zustand lässt sich vor allem aus einem Gemälde von Louis Coblitz (1814–1863) erschließen, das dieser im Jahre 1862 geschaffen hat und das als wesentliche Vorlage für die Restaurierung diente. Auf dem Gemälde ist auch die heute noch funktionierende Sonnenuhr zu sehen, die auf einem Sockel steht und die Form eines Globus besitzt. Abgelesen wird die Uhrzeit, indem ein Bügel, der beweglich über den Längengraden verläuft, so gegen die Sonne gedreht wird, dass er den kürzesten Schatten auf die Kugel wirft.
Der Park präsentiert in gedrängter Fülle sämtliche Gestaltungselemente, die aus den großherrschaftlichen Gartenanlagen bekannt sind und sich zu einem Ensemble scheinbar natürlicher Landschaftsbilder anordnen. Gegenüber dem etwa 40 Jahre älteren Kellergarten wirkt die Fläche des Schlossparks nicht statisch, sondern modelliert. Ein zentrales Wiesental führt schräg nach Südosten auf das Schloss zu, um im Teich davor zu enden, in dem sich die Nordfassade spiegelt. Der Teich und sein Abfluss wurden in der Furche des früheren Dorfgrabens angelegt. Eingeschlossen ist das Wiesental von zwei Hügeln. Der östliche war einst von einem Pavillon gekrönt und überdeckt die Grotte, die mit Kalkkristallen ausgekleidet ist und bei der Anlage des Parks auf der Basis des alten Brennofens der Ziegelhütte entstand, dessen Abzugsschächte gefunden wurden. Nicht erhalten sind gestaltende Elemente wie kleine Gebäude, Brücken und Statuen. Weitere für Metzger-Gärten typische Details waren integrierte Nutzflächen, sogar ein kleiner Weinberg war vorhanden. Für die vertikalen Akzente sorgten Pyramidenpappeln und andere hohe Bäume.

## Heutige Nutzung
Der Schlosspark besitzt nicht nur allgemeinen Erholungswert, sondern dient auch als stimmungsvolle Kulisse für kulturelle Veranstaltungen. Dabei handelt es sich besonders um Musikaufführungen, die unter dem Titel „Musik im Schlosspark“ laufen. Das schon mehrmals im Hochsommer durchgeführte Schlossparkfest oder Weinfest im Park hat sich ebenfalls als Publikumsmagnet etabliert.
Die Parkfreunde, eine lockere Gruppe von Ehrenamtlichen, kümmern sich seit Jahren um das äußere Erscheinungsbild des Parks. 2009 vorgeschlagen, erhielt die Gruppe 2010 für ihr Engagement den Bürgerpreis des Landkreises Bad Dürkheim. Das Preisgeld stifteten die Parkfreunde für zwei Ruhebänke, die im April 2012 aufgestellt wurden.

Impressionen aus dem Schlosspark
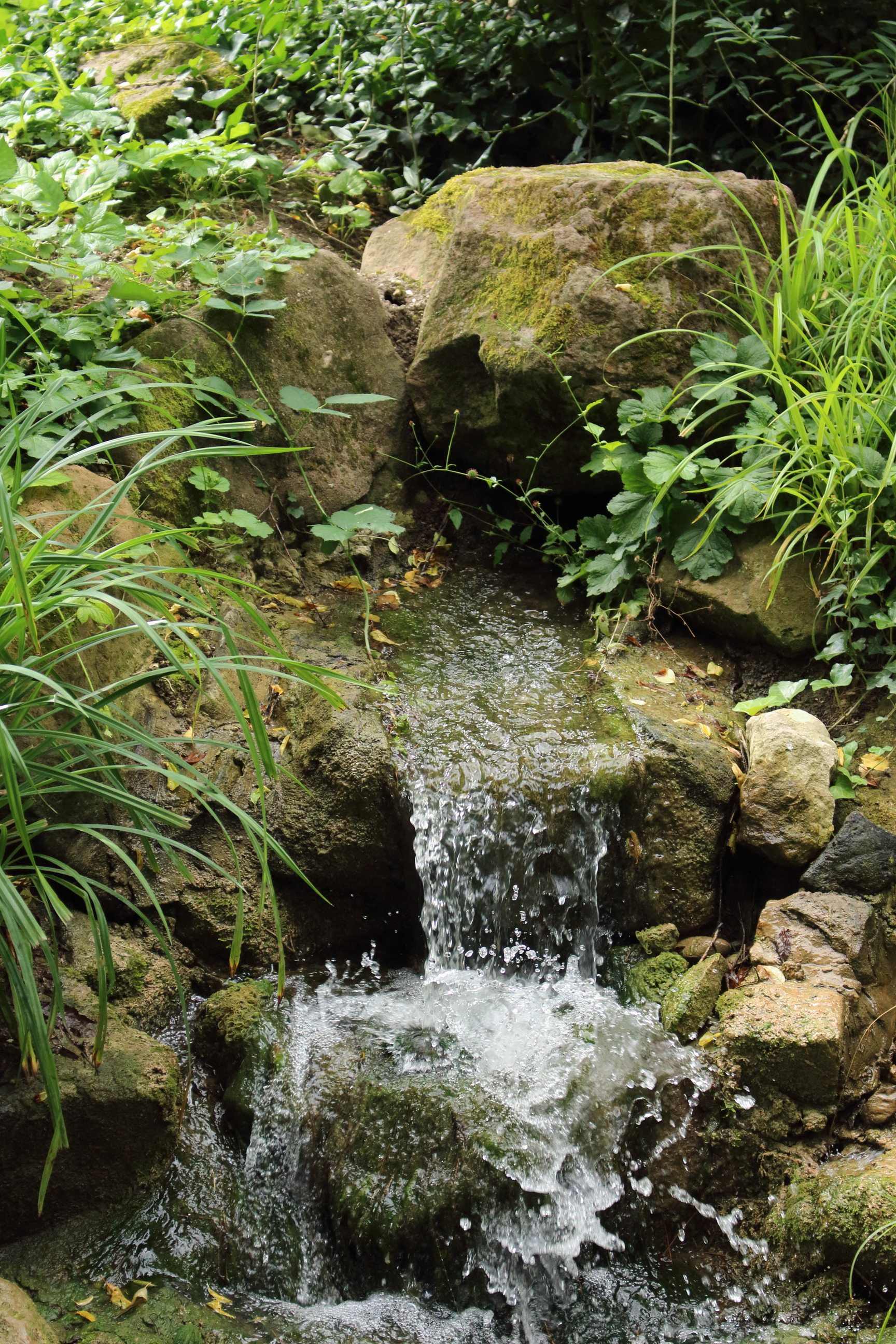
Bachursprung
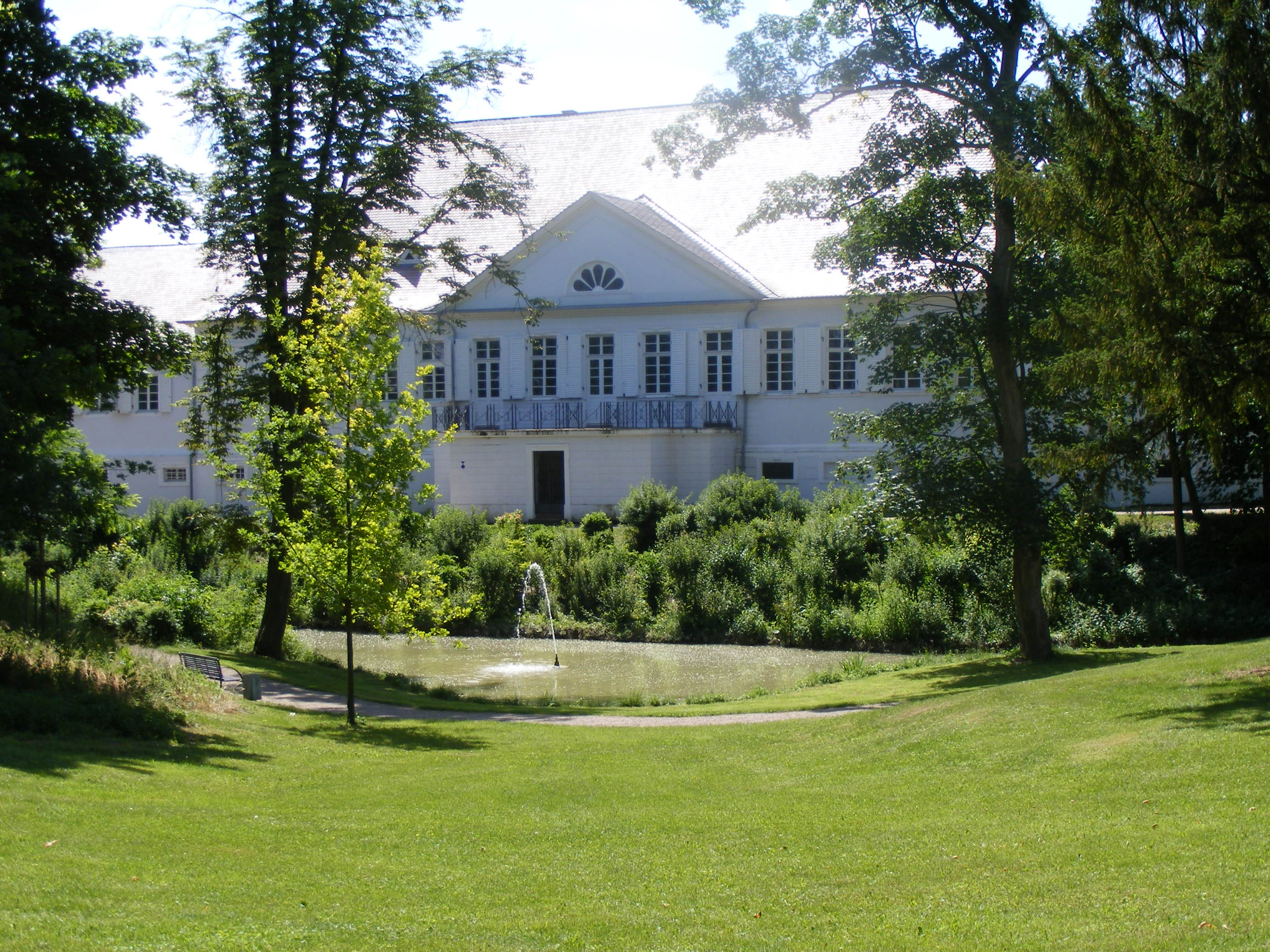
Koeth-Wanscheidsches Schloss
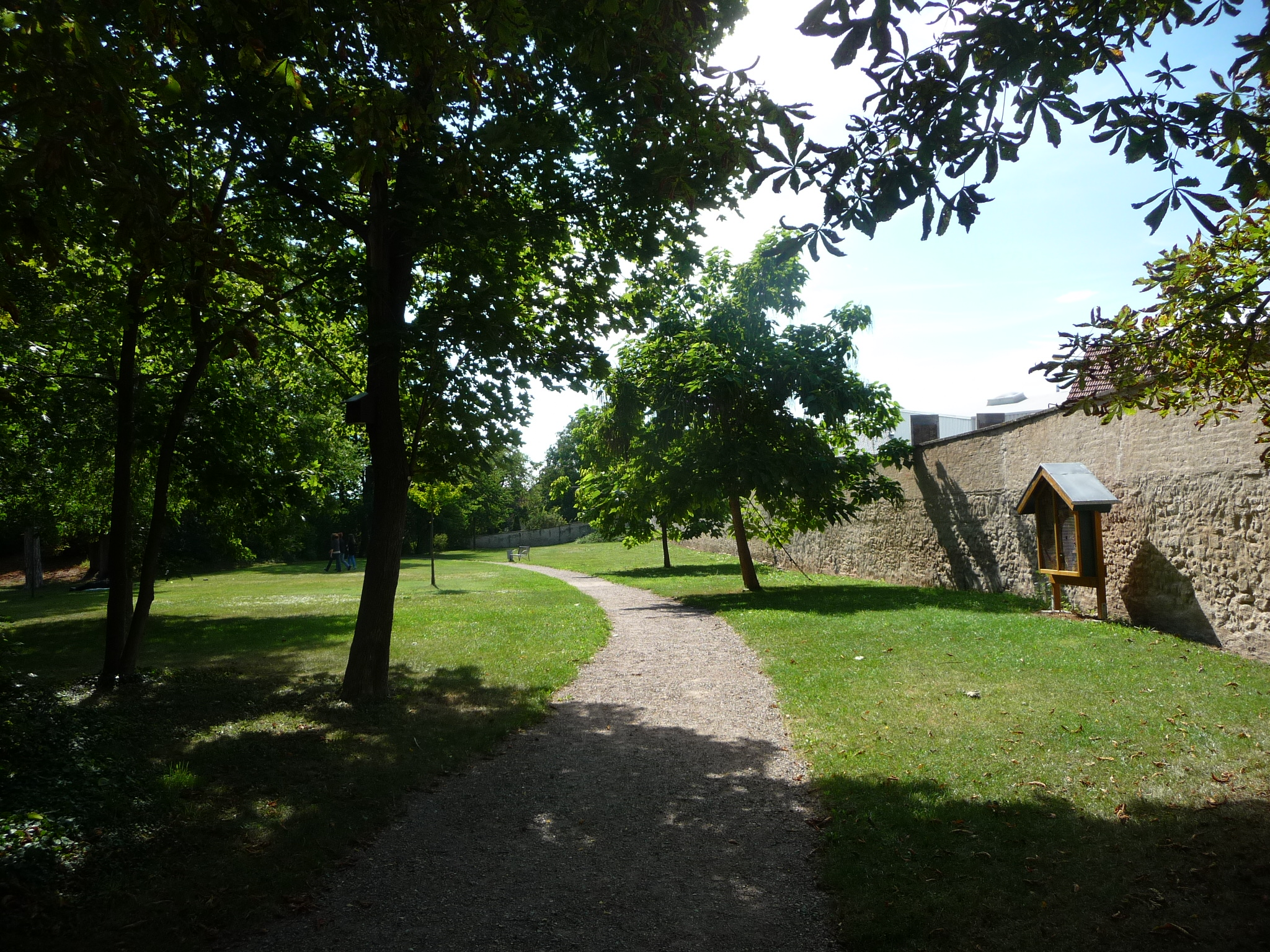
Weg zur Gloriette hinauf
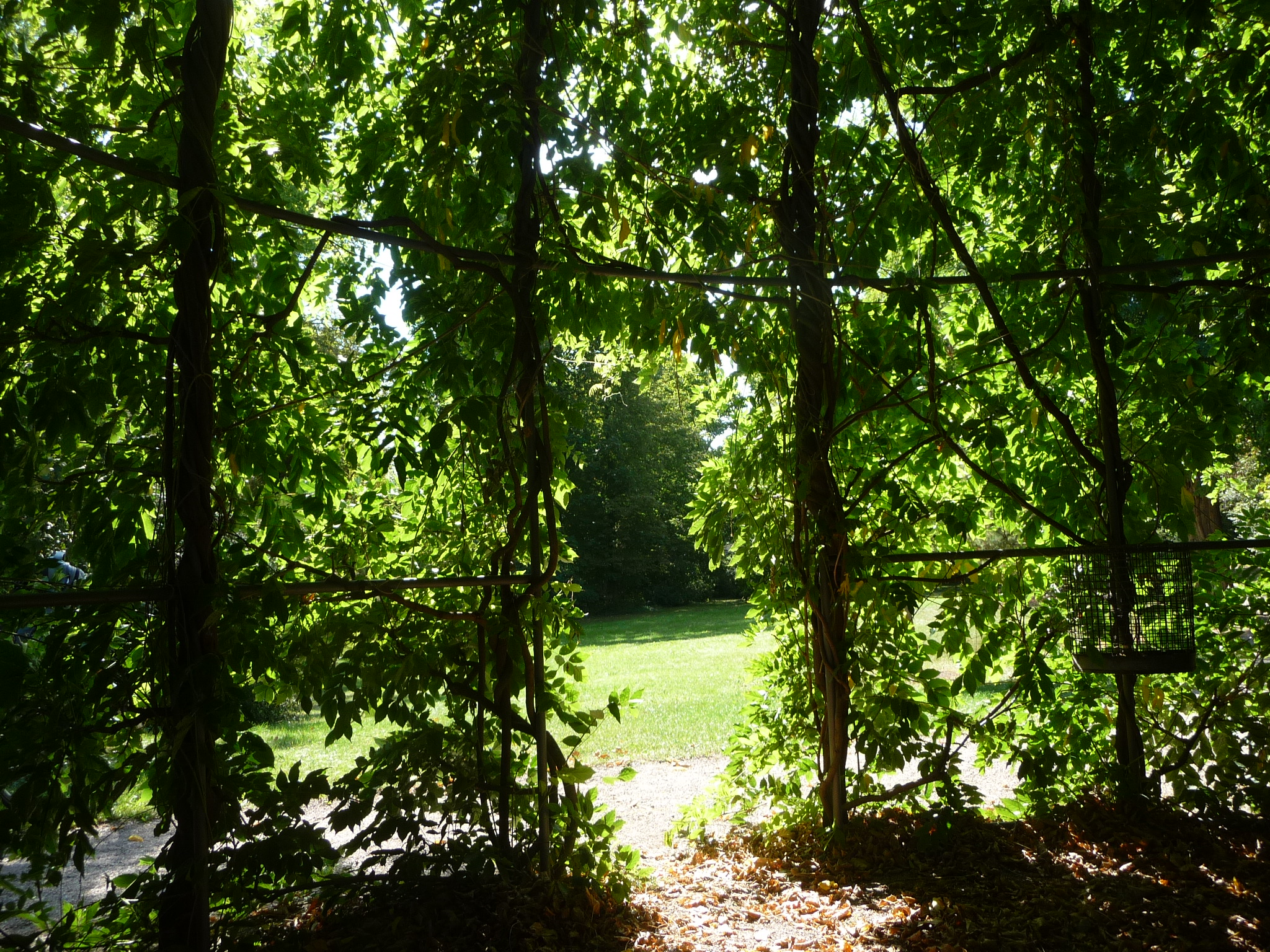
Als Rotunde angelegte Gloriette
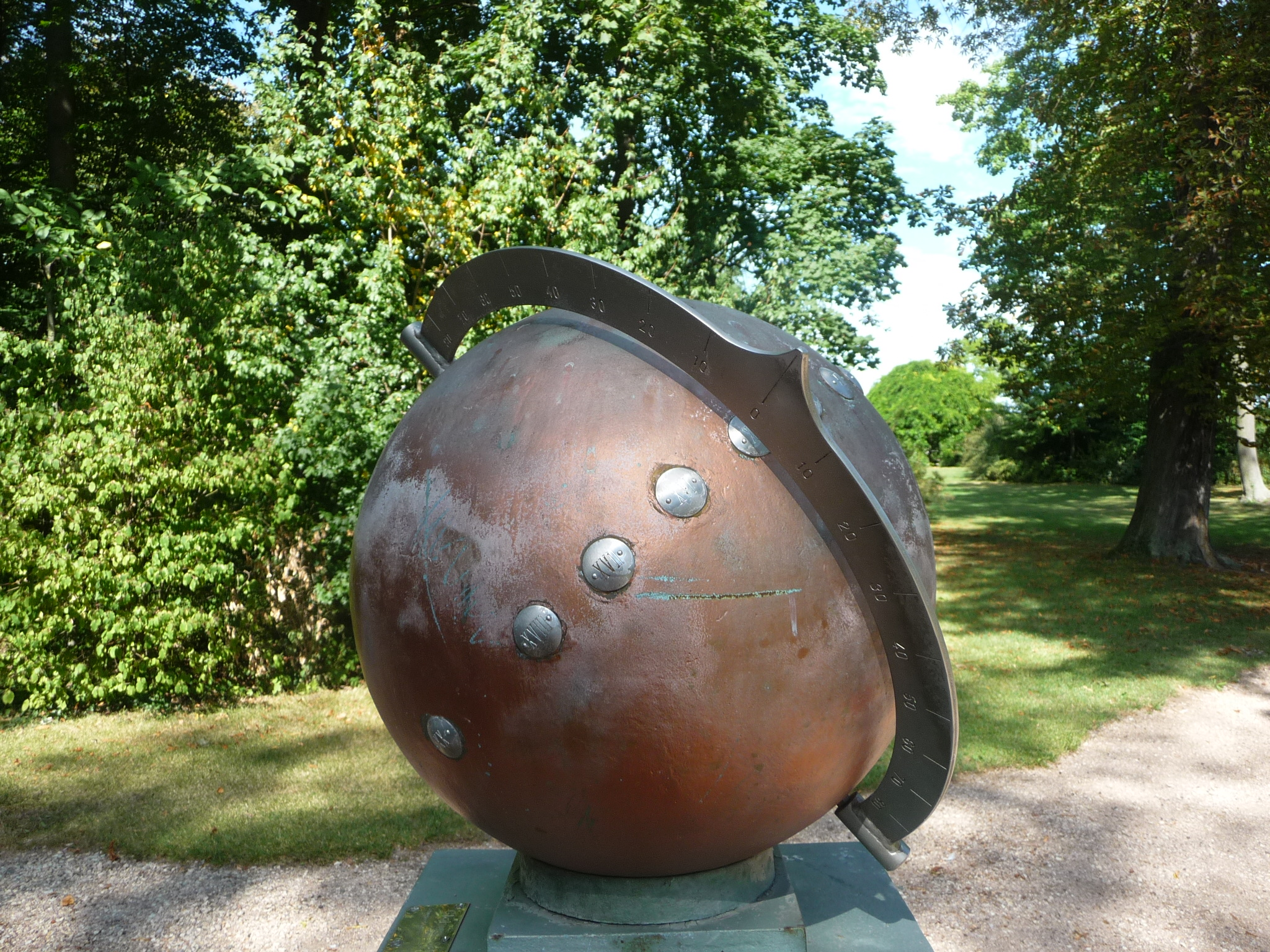
Sonnenuhr
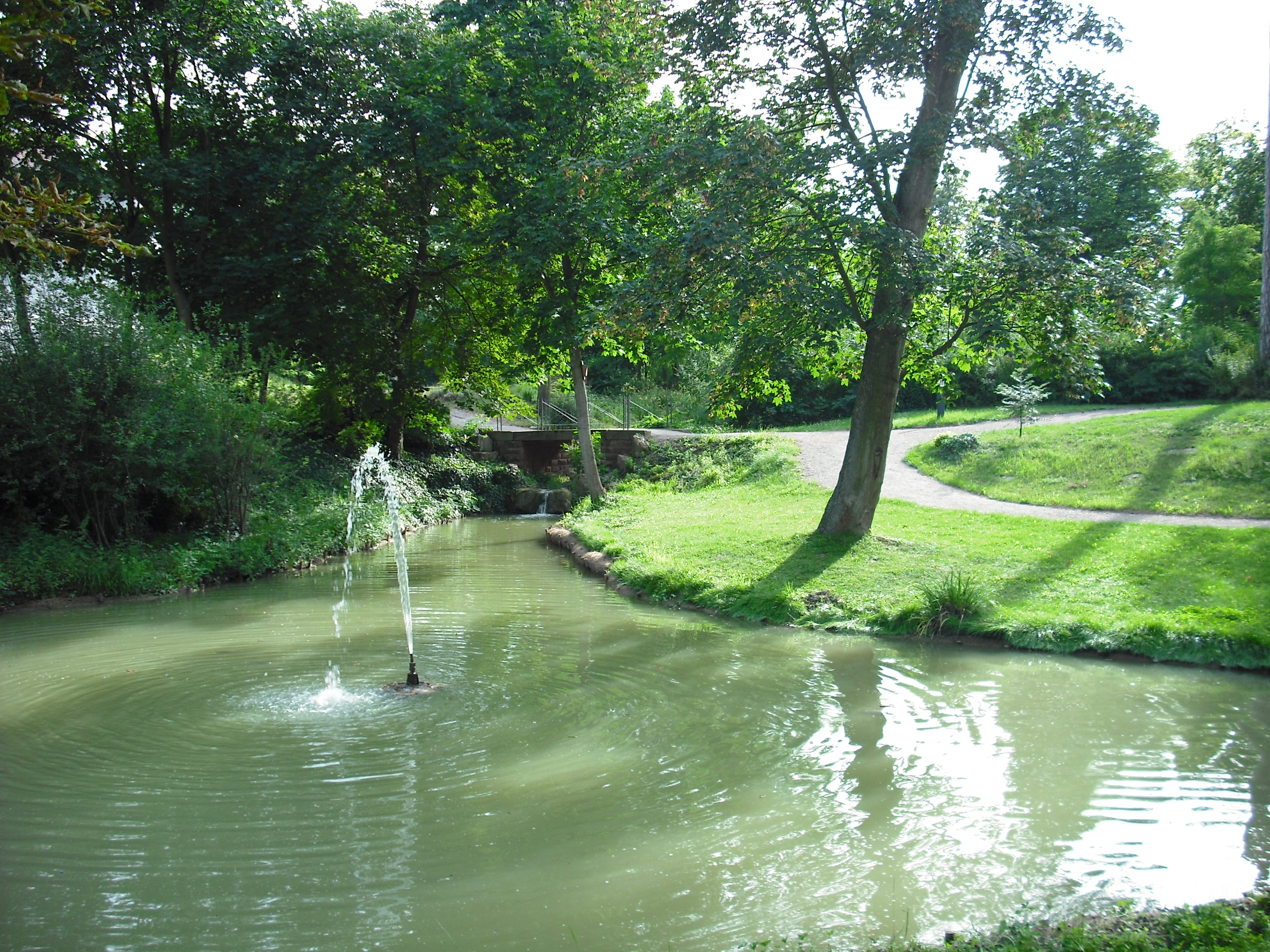
Teich
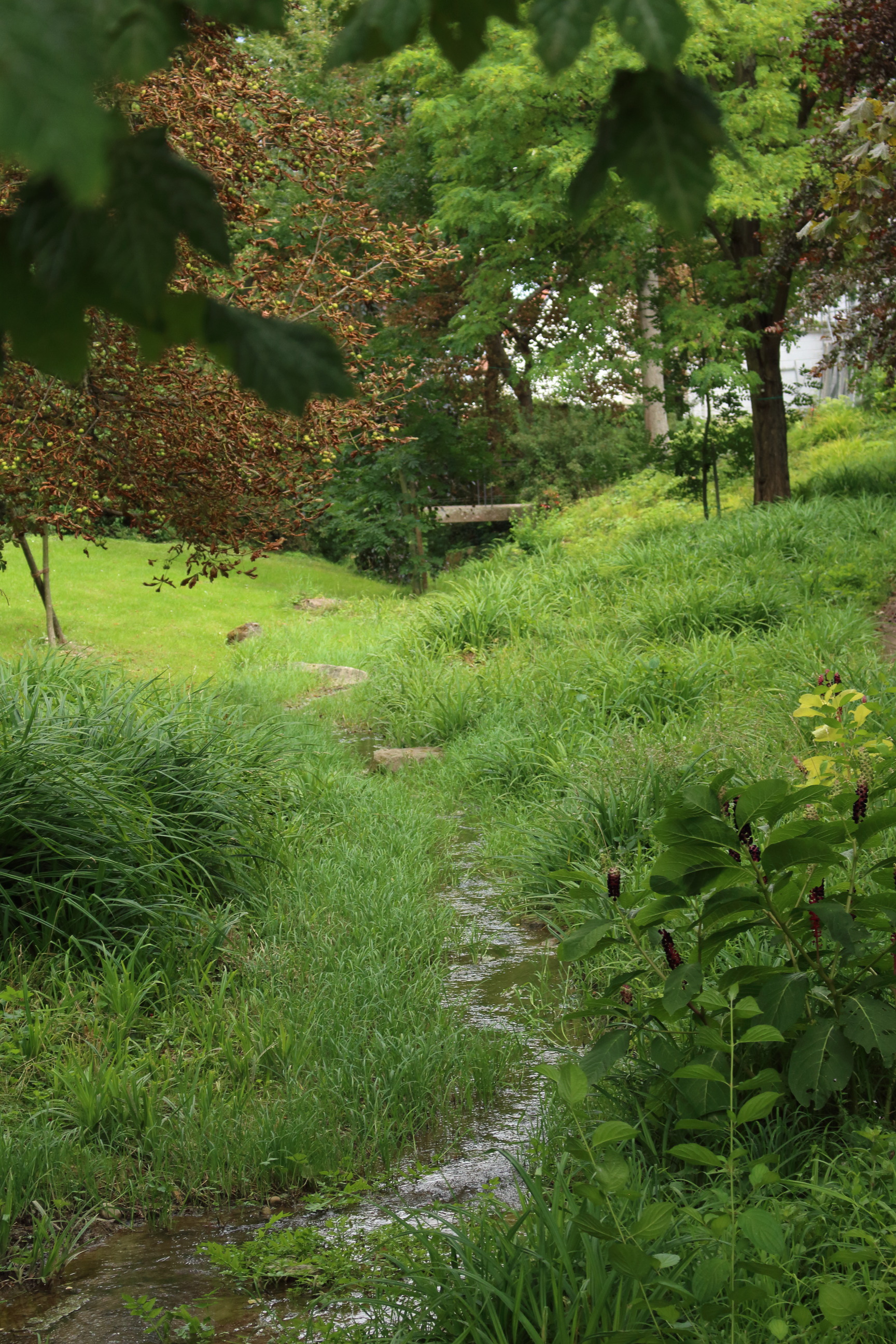
Bachlauf